# Raión de Pervomaisk
Raión de Pervomaisk (en ucraniano: Первомайський район) es un raión o distrito de Ucrania en el óblast de Mykolaiv. La capital es la ciudad de Pervomaisk.
Comprende una superficie de 3792,5 km².

## Demografía
Según estimación en el 2021 contaba con una población total de 70.170 habitantes.

## Otros datos
El código KOATUU fue 4825400000. El código postal 55220 y el prefijo telefónico +380 5161.